# Агенција Авас
Агенција Авас (фр. Agence Havas) y Паризу међународна установа, која стоји под непосредним утицајем свагдање француске владе a било непосредно било преко других установа снабдева вестима и огласима већину највећих светских листова. Oсновао ју је под краљем Лујем Филипом (Louis Philippe, (1773.-1850.), краљ од 1830. до 1848) трговац Шарл Авас (Charles Havas), до год. 1879. држао ју је његов син Огист (Auguste Havas), a онда је претворена у деоничко друштво.